# Ромен Роллан
Роме́н Ролла́н  (фр. Romain Rolland; 29 січня 1866 — 30 грудня 1944) — французький письменник, музикознавець, театрознавець, мистецтвознавець, лауреат Нобелівської премії в галузі літератури (1915), був головним прихильником Радянського Союзу у Франції.
Дослідженням творчості Роллана в Україні займалися С. Родзевич і О. П. Гуля.

## Біографія
Ромен Роллан народився у Франції, у бургундському містечку Кламсі, у сім'ї нотаріуса. У родині провінційних французьких інтелігентів, у якій виріс і де черпав моральну силу майбутній письменник, панувала атмосфера почуття честі, обов'язку, звички до систематичної наполегливої праці. Між батьками і сином існував глибокий зв'язок. Від батька Ромен успадкував галльське життєлюбство, а від матері — зосереджену серйозність і любов до музики. З того часу як мати навчила його гри на фортепіано, в життя хлопчика увійшла музика таких світочів як В. А. Моцарт, Вінченцо Белліні, Джакомо Россіні. А найулюбленішим його композитором протягом усього життя залишався Бетговен. Роллана вабила не тільки його музика, він захоплювався та вивчав життя мужнього Бетховена — одного з титанів людства. Ще однією великою пристрастю юного Роллана було читання. Дідова бібліотека була для хлопця справжньою школою, а вчителів він собі обирав серед письменників всесвітньої літератури.
Початкову освіту хлопчик здобув у колежі в Кламсі, а продовжував навчання в Парижі. Заради того, аби дати синові пристойну освіту, батько 1880 року продав свою нотаріальну контору і разом із сім'єю переїхав до столиці Франції, де став скромним банківським службовцем, відмовившись од незалежного становища, яке мав у Кламсі.
У Парижі після навчання в ліцеях Сен-Луї та Людовіка Великого Ромена у 1886 році було прийнято до Вищої нормальної школи (Еколь нормаль), де готували наукових працівників і викладачів університетів. Батьки мріяли побачити сина вченим, професором, тож, не бажаючи їх розчаровувати, Ромен, усупереч своєму бажанню бути музикантом, згодився вступити до цього навчального закладу.
В Еколь нормаль Роллан провів кілька років, напружено студіюючи історію, філософію, літературу та мистецтво. Його викладачами були найосвіченіші професори, до його послуг були найбагатші бібліотеки, архіви й музеї. Серед друзів і постійних співбесідників Роллана були представники тогочасної французької інтелектуальної молоді. Тож у студентські роки було закладено підвалини дивовижної ерудиції письменника, відточувалось його філософське та художнє мислення, відбувалась безперервна глибока внутрішня робота, загострювалось критичне ставлення до сучасного суспільства. У той самий час Роллан не полишав серйозно займатися музикою, і своє майбутнє пов'язував з музикознавчими дослідженнями. Значною мірою мрія Ромена Роллана здійснилася: великий вчений, тонкий музикант — він був видатним музичним письменником. Його музикознавча спадщина нерозривно пов'язана з усією художньою творчістю. У всіх прозових творах Р. Роллана істотна роль належить музиці. Від світу музики йшов складний шлях становлення світогляду письменника, його філософські пошуки, особливості його літературного стилю.
У 1886 р. Р. Роллан відкрив для себе Л. Толстого. З того часу, відколи він прочитав епопею «Війна та мир», російський письменник став для французького студента одним із найбільших авторитетів. У 1887 р. Ромен написав листа до Л. Толстого, де висловив повагу до нього, але водночас спробував заперечити погляди великого письменника на мистецтво. Роллан не сподівався на відповідь письменника і був вражений, коли отримав від Л. Толстого листа, у якому письменник пояснив свою позицію щодо мистецтва. Лев Миколайович підкреслив, що засуджує не мистецтво взагалі, а лише кастове, відірване від народу. Між ними зав'язалося листування, що значно вплинуло на світогляд Р. Роллана. На формуванні його поглядів також позначилась творчість Г. Ібсена та філософські вчення Б. Спінози. Ці фактори визначили шлях Р. Роллана — художника і борця, який захищав людську гідність, розкривав невичерпні можливості людського буття, нагадував про велич людської прийдешності, розгортаючи і здійснюючи програму дійового гуманізму.
Після закінчення Еколь нормаль у 1889 р. Роллан отримав диплом історика та дворічну стипендію для роботи над дисертацією в Італії. У Римі він проводив історичні дослідження при Французькій школі історії та антропології, працював в архівах Ватикану, відвідував музеї, де знайомився із шедеврами античності та італійського Відродження. Ренесансне мистецтво вразило молодого дослідника своєю титанічною енергією. Ще більше наблизила його до розуміння європейської культури й формування його світосприйняття німецька письменниця-інтелектуалка баронеса Мальвіда фон Майзенбуґ, з якою Роллан познайомився у Римі. Сучасниця Ґете, Р. Ваґнера, Ф. Ніцше, О. Герцена, Дж. Мадзіні, учасниця революції 1848 р., жінка благородної й глибокої душі, вона ввела свого молодого друга в героїчний світ тих часів, коли Європа ще пам'ятала вогняне дихання французької революції. Незважаючи на майже п'ятдесятирічну різницю у віці, баронесу і Роллана на довгі роки поєднала міцна дружба. Її ідеалістична філософія та інтерес до німецького романтизму суттєво вплинули на юнака.
Вдруге до Італії Р. Роллан приїхав у 1892 р., після одруження з Клотильдою Бреаль. У Римі протягом року працював над докторською дисертацією, об'єктом дослідження якої були джерела європейської опери. А вже через два роки (1895) у Сорбонні захистив одразу дві докторські дисертації: «Походження сучасного ліричного театру: історія опери в Європі до Люллі та Скарлатті» та «Занепад живопису в Італії після XVI століття». У знаменитому та найстарішому французькому університеті це був перший захист у галузі музики.
Наступні 17 років Роллан вів науково-педагогічну діяльність — читав лекції з історії музики в Еколь нормаль та в Сорбонні. Водночас із викладацькою роботою Роллан займався літературною творчістю. Оскільки його здавна приваблювало драматичне мистецтво своєю дієвістю, можливостями потужного впливу на читача і глядача, Роллан почав писати п'єси. Уважав театр найбільш масовою формою художньої діяльності у боротьбі за високі норми людського буття. Надзвичайно велике враження на нього справляли історичні п'єси Шекспіра. До створення циклу історичних драм, де виведено людей, одержимих високими ідеями, сповнених ентузіазму, Р. Роллана надихнули ренесансні фрески і статуї, що уславлюють людські подвиги та розповіді Мальвіди фон Майзенбуґ, в яких оживало революційне минуле Європи. Ці п'єси, написані на початку 1890-х років Р. Ролланом були ще незрілими. Йому не вдалося надрукувати жодної з них. Першими опублікованими творами Р. Роллана стали п'єси «Святий Людовік», «Аерт» та ін., що згодом увійшли до циклу «Трагедії віри». Попри художню недосконалість, ці твори відіграли неабияку роль у становленні Роллана як митця й мислителя. У них письменник вперше порушив найважливішу свою тему — тему людської героїки, боротьби людини за розгортання своїх безмежних можливостей. Рання драматургія Р. Роллана, характер п'єс відобразили прагнення письменника синтезувати мрію і дію, відродити в душах сучасників волю до дії.
Погляди на театральне мистецтво та драматургію письменник виклав у книзі «Новий театр» (1903), головною ідеєю якої був заклик до оновлення мистецтва. Роллан пропонував нову концепцію театру: створення нового типу театру — театру для народу. Він прагнув знайти нові художні форми, запровадити «монументальне мистецтво, творене народом для народу». Спробою втілити цю ідею став його цикл п'єс «Театр революції» про події Великої французької революції, до якого увійшли п'єси: «Вовки» (1898), «Тріумф розуму» (1899), «Дантон» (1900), «Чотирнадцяте липня» (1902). Звертаючись до історії, письменник шукав відповіді на питання сучасності, розмірковував над долею інтелігенції у період соціальних катаклізмів. Революція приваблювала письменника героїкою, але з іншого боку — лякала жорстокою стихійністю, що призводила до численних жертв. У його п'єсах відтворено увесь драматизм революційної боротьби, переконливо показано неможливість розв'язання деяких моральних проблем у тісних рамках революційної етики. Драматургія Р. Роллана не здобула широкого визнання, тому що не надто відповідала смакам публіки, якій не подобався її героїчний пафос. Чотири драми Роллана було поставлено у Франції, але вони не мали успіху і швидко зійшли зі сцени.
У 1903 році письменник започаткував цикл «Героїчні життя». Він не дуже любив «романізованих» біографій, де факти подавалися з домішкою вигадки. Його власні роботи про видатних людей основані на дійсних фактах та документах. У жанрі біографії Р. Роллан виступив новатором. Вже перший його біографічний нарис «Життя Бетговена», привернув до себе увагу. На обкладинці цього видання було анонсовано наступні книги, присвячені Мікеланджело, Л. Толстому, Дж. Мадзіні. Роллан шукав ідеал моральної величі і віднайшов його не у постатях полководців, законодавців, державних діячів, вождів революції, а у творчій особистості. У біографічних нарисах, присвячених митцям, письменник синтезував риси різних жанрів: психологічного нарису, літературного і музично-історичного портрета, наукової біографії тощо. Його роботи про видатних людей, основані на дійсних фактах і документах, вважаються новаторськими.
Працюючи над біографіями, Роллан одночасно писав головний твір свого життя — роман «Жан-Крістоф», задуманий ще під час навчання в Еколь нормаль. Молодий Роллан мріяв написати епічне полотно про історію геніального митця, який гине у зіткненні із жорстоким світом. У зламну епоху письменник відчував, що необхідно створити художній твір з образом нової, справжньої людини. У романі показано велику кількість шляхетних людей, що є вираженням віри Р. Роллана в життя та в людину. Кожний з персонажів життєво достовірний, у кожного власна особлива доля. Книга Р. Роллана становить собою своєрідну книгу-оркестр, де кожний з головних персонажів виконує свою, самостійну партію. Шлях людини та людства крізь пітьму до світла, крізь страждання до радості, через випробування та поразки до перемог — одна з магістральних ідей усієї творчості Р. Роллана. У романі-епопеї «Жан-Крістоф» ця ідея розкривається у своєрідній художній формі.
Після початку Першої світової війни Р. Роллан, послідовний пацифіст, прагнучи бути «понад сутичкою», перебував у Швейцарії. Проте він був одним із перших, хто заявив про свою готовність допомагати Червоному хресту. Понад півтора року, не рахуючись із часом та власною роботою, Р. Роллан по шість-вісім годин виконував повсякденну працю обміну повідомленнями — реєстрував та писав листи. А коли отримав Нобелівську премію, то не лишив собі жодного франка і все віддав на полегшення бідувань Європи. Письменник брав активну участь у суспільно-політичній діяльності, виступив із серією антивоєнних статей, які увійшли до збірки «Над сутичкою» (1915). Прихильник філософії ненасилля, він критикував як німців, так і союзників за прагнення досягти перемоги «за будь-яку ціну» й закликав усіх до примирення. Така позиція викликала неприязнь до Роллана з боку французьких патріотів, але разом з тим поставила його до лав видатних діячів-пацифістів свого часу та найавторитетніших громадських діячів Європи. У його грудях жила європейська совість. Формою боротьби письменника була антивоєнна публіцистика. Пристрасний голос Р. Роллана знаходив відгук серед тисяч військових і цивільних не лише у Франції, а й за її межами. Упродовж п'яти років, поки не закінчилась війна й не було досягнуто перемир'я, Роллан боровся проти безумства свого часу. У день укладення миру письменник опублікував програмну статтю «Декларація незалежності духу» — маніфест, у якому закликав до солідарності європейську інтелігенцію, до об'єднання і спільного захисту духовної свободи, закликав створити символічну республіку Розуму, яка згуртує усі народи і нації.
У пошуках світогляду, який слугував би керівництвом до дії, Роллан почав вивчати політичну та релігійно-філософську думку Індії. Внаслідок цього були створені нові біографічні книги «Магатма Ґанді» (1924), «Життя Рамакрішни» (1929), «Життя Вівекананди» (1930). Надзвичайно значущою за своєю актуальністю була біографія прихильника філософії ненасилля М. Ґанді. Роллан вперше поставив перед європейським світом грандіозний духовний подвиг Магатми Ґанді як центральну моральну проблему.
На початку 20-х років розпочав писати свій другий епічний роман — «Зачарована душа» (1922—1933). У ньому сконденсовано проблематику, пов'язану з пафосом подвигу, героїки, перемоги. Це один із найперших антифашистських романів ХХ ст.
З великою цікавістю Роллан стежив за втіленням ідей соціалізму в СРСР. Однак сприйняття цих ідей письменником було надто романтичним і дещо розпливчастим. Багато років Роллан вів листування з Максимом Горьким та молодою російською поетесою й перекладачкою Марією Кудашевою, яка 1934 р. стала його дружиною (з Клотильдою Бреаль письменник розлучився ще 1901 р.), великим другом і помічником. Улітку 1935  р., з 23 червня по 21 липня, на запрошення Максима Горького перебував у Радянському Союзі, де зустрічався, зокрема, зі Сталіним.
До Франції, Роллан повернувся 1938 р. Оселився у м. Везле, де працював над п'єсою «Робесп'єр» (1938), якою завершив революційну тематику, адже революція для письменника завжди залишалася несхитною, незламною й безсмертною, незважаючи на численні невдачі й помилки.
Також після свого повернення до Франції дізнався про жорстокі масові репресії в Радянському Союзі. Писав листи керівникам СРСР, бажаючи дістати тлумачення на цю тему, але відповідей не одержував.
Трагедія Другої світової війни затьмарила останні роки життя Роллана. Він болісно переживав національну катастрофу, що спіткала його батьківщину, її приниження. Письменник вже не міг залишатися «над сутичкою» і гаряче співчував Рухові Опору у Франції. Коли Везель було окуповано, фашисти забрали частину будинку Роллана, він опинився полоненим у власному домі. Письменник був у відчаї. Щохвилини йому загрожували репресії окупантів і колабораціоністів, що стежили за кожним його кроком. Роллану жилося надзвичайно тяжко. Лише самовідданість дружини рятувала його від голодної смерті. Але незважаючи на те, що сили залишали хворого письменника, він продовжував творчу роботу: працював над автобіографічними творами «Внутрішня подорож», «Плавання навколо світу», «Спогади. 1939—1942», завершував багатотомне музичне дослідження «Бетґовен. Великі творчі епохи», робота над яким тривала близько двадцяти років. Остання книга — «Пеґі» (1944), присвячена другові — поету і публіцисту, філософу та видавцю Шарлеві Пеґі, який загинув під час Першої світової війни.
У жовтні-листопаді 1944 р. побував у визволеному від гітлерівських окупантів Парижі, а 30 грудня того ж року, у Везле помер від туберкульозу. За заповітом його прах було перенесено на кладовище Брев поблизу рідного Кламсі.

## Твори
- «Походження сучасного ліричного театру» (Les Origines du théâtre lyrique moderne, 1895) (твір відзначений нагородою Французької Академії)
- «Жорж Дантон» (Georges Danton, історико-філософська драма, 1899)
- «14 липня» (Le Quatorze Juillet, історико-філософська драма, 1902)
- «Життя Бетговена» (Vie de Beethoven, 1903)
- «Жан-Крістоф» (Jean-Christophe, роман-епопея, 1904–1912)
- «Життя Мікеланджело» (Vie de Michel-Ange, 1907)
- «Сучасні музиканти» (Musiciens d'aujourd'hui, збірка статей і есе, 1908)
- «Музиканти минулого» (Musiciens d'autrefois, збірка статей і есе, 1908)
- «Життя Толстого» (La Vie de Tolstoï, 1911)
- «Кола Брюньйон» (Colas Breugnon, роман, 1919)
- «Зачарована душа» (L'Âme enchantée, роман-епопея, 1922–1933)
- «Магатма Ґанді» (Mahatma Gandhi, 1924)
- «Жива Індія» (L'Inde vivante, есе, 1929)
- «Життя Рамакрішни» (1929 Vie de Ramakrishna, есе, 1929)
- «Життя Вівекананди» (1930 Vie de Vivekananda, есе, 1930)
- «Ґете і Бетговен» (Goethe et Beethoven, есе, 1930)
- «Робесп'єр» (Robespierre, історико-філософська драма, 1939)

## Ромен Роллан і Україна

### Процес Шварцбарда
На процесі Самуїла Шварцбарда, який убив Симона Петлюру, Ромен Роллан заступався за Шварцбарда і був на його боці.
Відмовлявся визнати факт Голодомору в Україні, присвятивши себе місії творення позитивного іміджу СРСР на Заході.

## Вшанування пам'яті
Вулиця Ромена Роллана є у містах Верден, Карвен, Ла-Рошель, Лілль, Нант, Руан, Берлін.

## Українські переклади
- Кола Брюньйон: пер. з фр. С. Сакидон / Р. Роллан; передм.: К. Шахової. — Київ: Дніпро, 1971. — 208 с. — (Вершини світового письменства ; Т. 10).